# Annales d'Éthiopie
Les Annales d'Éthiopie sont une revue scientifique franco-éthiopienne. C'est l’une des principales revues internationales et pluridisciplinaires sur la Corne de l’Afrique.

## Revue d'archéologie et d'histoire
Les Annales d'Éthiopie sont une revue franco-éthiopienne, fondée en 1955 à la demande du gouvernement d'Haïlé Sélassié Ier. C'est alors une revue d’archéologie et d'histoire de l'Éthiopie,,, éditée par la Mission archéologique française en Éthiopie. Elle rend notamment compte des travaux lancés par la Section française des antiquités éthiopiennes,.
La revue est publiée jusqu'en 1990,.

## Relance depuis 2000
Après la stabilisation politique de l'Éthiopie, la Maison des études éthiopiennes française devient en 1997 le Centre français des études éthiopiennes, qui dépend de l’ambassade de France à Addis-Abeba. Il relance la revue Annales d'Éthiopie en 2000,, dans une formule ouverte à l'ensemble des sciences humaines et sociales — bien que l'histoire reste dominante — et qui s'intéresse à tous les pays de la Corne de l'Afrique,,.
Elle est dirigée par la géographe française Marie Bridonneau, maître de conférences à l’Université Paris-Nanterre. Son comité de lecture comprend des universitaires de différentes disciplines : histoire, archéologie, géographie, science politique, anthropologie, sociologie, pour la plupart en poste en France ou à Addis-Abeba.

## Accès en ligne
La collection complète des Annales d'Éthiopie est accessible sur le portail Persée.
La revue publie également des hors-séries, accessibles sur le portail OpenEdition : 
- François-Xavier Fauvelle-Aymar et Bertrand Hirsch (dir.), Espaces musulmans de la Corne de l’Afrique au Moyen Âge, Addis-Abeba, Centre français des études éthiopiennes, coll. « Annales d'Éthiopie Hors-Série / Special Issues » (no 1), 2011, 158 p. (ISBN 978-2-8218-8265-2, DOI 10.4000/books.cfee.698, lire en ligne).
- Marie-Laure Dera et Anne-Marie Jouquand (dir.), Gabriel, une église médiévale d’Éthiopie : Interprétations historiques et archéologiques de sites chrétiens autour de Mesḥāla Māryām (Manz, Éthiopie), XVe – XVIIe siècles, Addis-Abeba, Centre français des études éthiopiennes, 2012, 413 p. (ISBN 978-2-7018-0324-1 et 978-2-8218-8261-4, DOI 10.4000/books.cfee.856, lire en ligne).
- François-Xavier Fauvelle-Aymar et Bertrand Poissonnier (dir.), La culture Shay d’Éthiopie (Xe – XIVe siècles) : Recherches archéologiques et historiques sur une élite païenne, Addis-Abeba, Centre français des études éthiopiennes, 2012, 272 p. (ISBN 978-2-7018-0327-2 et 978-2-8218-8262-1, DOI 10.4000/books.cfee.735, lire en ligne).
- Roger Joussaume, Mégalithisme dans le Chercher en Éthiopie, Addis-Abeba, Centre français des études éthiopiennes, 2014, 206 p. (ISBN 978-2-7018-0354-8 et 978-2-8218-8263-8, DOI 10.4000/books.cfee.771, lire en ligne).
- Jean-François Breton, Les bâtisseurs sur les deux rives de la mer Rouge, Addis-Abeba, Centre français des études éthiopiennes, 2015, 303 p. (ISBN 978-2-7018-0428-6 et 978-2-8218-8264-5, DOI 10.4000/books.cfee.792, lire en ligne)[11].